# Statkraft

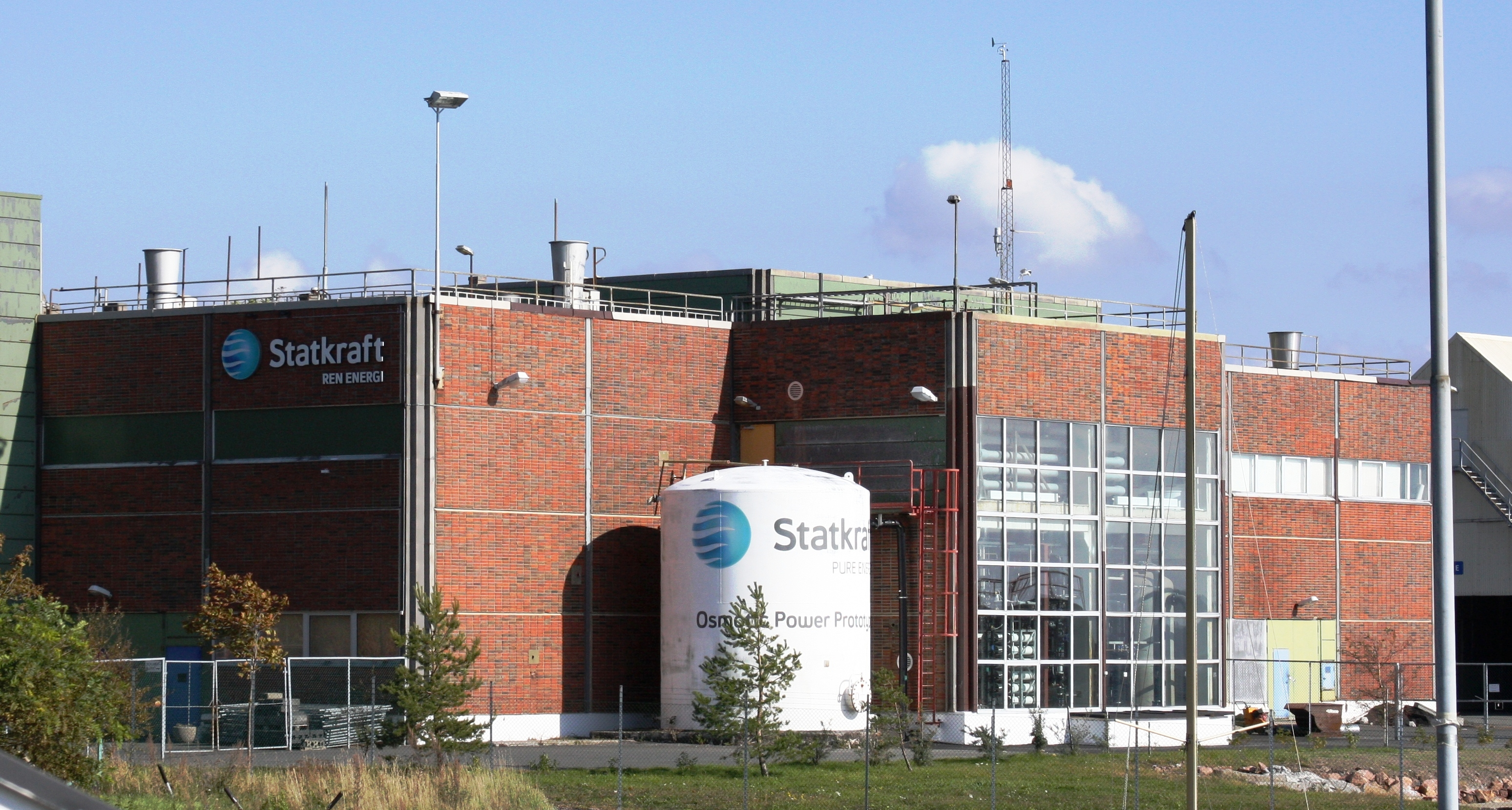
's werelds eerste energiecentrale gebaseerd op blauwe energie van Statkraft

Statkraft (Statkraft AS) is het grootste Noorse energiebedrijf, vooral actief in waterkracht.
In 1992 werd het Noorse staatsbedrijf Statkraftverkene gesplitst in twee afzonderlijke bedrijven. Statnett werd verantwoordelijk voor de hoogspanningsnet en Statkraft voor de productie van elektriciteit. Eigenaar van het concern Statkraft is Statkraft SF een staatsbedrijf dat aangestuurd wordt via het Noorse ministerie van handel, industrie en visserij.

## Activiteiten
Statkraft is een producent van elektriciteit en warmte. Het is actief in 20 landen, maar het zwaartepunt ligt duidelijk in Noorwegen, en daarbuiten is het vooral actief in Duitsland. Verder heeft het kleinere belangen in 18 landen waaronder Turkije, Peru, Brazilië en de Filipijnen. In Nederland is een dochteronderneming Statkraft Markets actief. Het bedrijf telt zo’n 4200 medewerkers.
Dit bedrijf is actief op het terrein van waterkracht, windenergie, gascentrales en stadsverwarming. Per eind 2015 had het een geïnstalleerde capaciteit van 18.471 megawatt (MW). Waterkracht heeft hierin het grootste aandeel van 81%, gevolgd door aardgas met 14% en verder 4% windenergie en 2% biomassa. Van alle capaciteit staat 70% in Noorwegen opgesteld.
In de periode 2011 tot en met 2015 schommelde de jaarproductie tussen de 50 en 60 TWh (terawattuur = 1 miljard kWh). De schommelingen hangen vooral samen met de hoeveelheid neerslag. Waterkracht heeft hierin het grootste aandeel, in 2015 was dit 93%. De productie met aardgas gestookte centrales was minder dan 1% waarmee het aandeel van hernieuwbare energie boven de 99% uitkwam.
In Hurum bezitten ze 's werelds eerste energiecentrale gebaseerd op blauwe energie (osmose).